# 前野泰道
前野 泰道（まえの やすみち）は、安土桃山時代頃の武将・土豪。父・前野時之の従兄弟にあたる前野長康に仕えた後山内一豊に仕えたとされている。土佐前野氏の元祖。

## 人物
尾張国の土豪・前野家の前野時之の長男に生まれ、前野勘兵衛泰道を名乗る。父の時之は前野時氏の息子とも云われるが、養子であるとされ、実は山内氏の出身で山内盛豊の弟であるという。泰道は山内一豊の従兄弟にあたる。
弟の前野泰衡と共に前野長康に仕えたとされ、永禄7年（1564年）の鵜沼城攻めに前野勘兵衛なる人物が招集されている。『武功夜話』巻二ではこの前野勘兵衛を息子の豊成に比定するが、豊成は天正3年（1575年）生まれであり通称も掃部である。この勘兵衛は日比野六太夫、青山新七郎とともに伊木山攻めの部隊に属した。
元亀元年（1570年）、金ヶ崎の戦いに父の時之や従兄弟の山内一豊らとともに参戦した。
土佐前野氏の系統上の祖にあたり、子孫は土佐藩山内家に仕えた。泰道の三男は、山内家臣として名高い五藤為浄の姪婿として養嗣子となり、五藤浄清を名乗って五藤家の家督を継いだ。

## 氏族
前野氏は、桓武天皇の子の良岑安世を始祖とする良岑氏の系統で、良岑高成(原高成)の子である高長もしくはその曽孫である時綱が尾張国丹羽郡前野村（現在の愛知県江南市前野町〜大口町辺り）に移り住んで前野を名乗ったのが始まりとされている。泰道の系統の土佐前野氏は本家ではなく、父の時之の代に派生した系統であるが、実際に土佐に住すのは子の前野豊成（山内豊成）の代からである。

## 系譜
- 父：前野時之
- 母：二宮長門入道一樂斎の娘
  - 弟：前野泰衡
- 室：不詳
  - 男子：前野豊成
  - 男子：前野正泰
  - 男子：五藤浄清（五藤為浄養嗣子、室五藤為重娘）
  - 男子：前野正吉